# Santos Cruz
Carlos Alberto dos Santos Cruz (Río Grande, Río Grande del Sur, 1 de junio de 1952) es un militar brasileño quien anteriormente tuvo el cargo de Comandante del Ejército de las fuerzas de paz de las Naciones Unidas en la República Democrática del Congo (conocido por su acrónimo, MONUC). Fue nombrado en este cargo por el Secretario General de las Naciones Unidas Ban Ki-moon el 17 de mayo de 2013, y reemplazado por Derrick Mbuyiselo Mgwebi el 29 de diciembre de 2015.

## Biografía
Tras graduarse en la Academia Militar das Agulhas Negras, Promoción 1974 (Resende, Río de Janeiro) y de la Universidad Católica de Campinas, Santos Cruz tiene más de 40 años de experiencia militar tanto nacional como internacional. Ejerció como vicecomandante para Operaciones Terrestres del Ejército Brasileño desde abril del 2011 y marzo del 2013. Se desempeñó también como Asesor Especial del Ministro de la Secretaría de Asuntos Estratégicos dentro de la Presidencia de Brasil.
Santos Cruz ocupó el cargo de Comandante del Ejército de la Misión de Estabilización de las Naciones Unidas en Haití (MINUSTAH) entre enero del 2007 y abril del 2009. En abril de 2013, recibió la orden de comandar la Misión de Estabilización de Organización de Naciones Unidas en la República Democrática del Congo (MONUC). Santos Cruz comandó MONUSCO durante el Conflicto del este del Congo (2012-2013) y fue alabado por proporcionar un "fuerte respaldo" a las fuerzas comprometidas de la ONU junto a las fuerzas del gobierno congoleño.